# Pentaprisma

Um pentaprisma.

O pentaprisma é um prisma refletor de cinco lados usado para desviar um feixe de luz em um ângulo de 90º. O feixe é refletido dentro do prisma por duas vezes, permitindo que a imagem seja transmitida através de um ângulo reto sem invertê-la (isto é, sem alterar a lateralidade da imagem) como um prisma de ângulo reto comum ou um espelho faria.
As reflexões dentro do prisma não são causadas por uma reflexão interna total, uma vez que os feixes incidem em um ângulo menor que o ângulo crítico ou ângulo mínimo para a reflexão interna total. Em vez disso, as duas faces são revestidas para fornecerem superfícies espelhadas. As duas faces opostas de transmissão geralmente são revestidas com um revestimento anti-reflexo para reduzir reflexos espúrios. A quinta face do prisma não é utilizada opticamente mas bloqueia o que seria um ângulo estranho que une as duas faces epelhadas.

## Pentaprisma de topo
Um variante deste prisma é o pentaprisma de topo que é normalmente usado no visor de câmeras reflex monobjetivas. Neste caso, a imagem precisa ser refletida da esquerda para a direita, uma vez que o prisma transmite a imagem formada na tela de focagem da câmera, que é refletida pelo espelho de reflexão no corpo da câmera. Esta reflexão é feita substituindo-se uma das faces reflexivas de um pentaprisma normal com uma seção de "topo", com duas superfícies angulares adicionais direcionadas uma de frente para outra e unidas em um ângulo de 90º. Esta forma do prisma altera a lateralidade da imagem.

Um desenho em perspectiva mostrando a configuração mais usual de um pentaprisma de topo em uma câmera reflex monobjetiva (SLR). A imagem é invertida lateralmente.
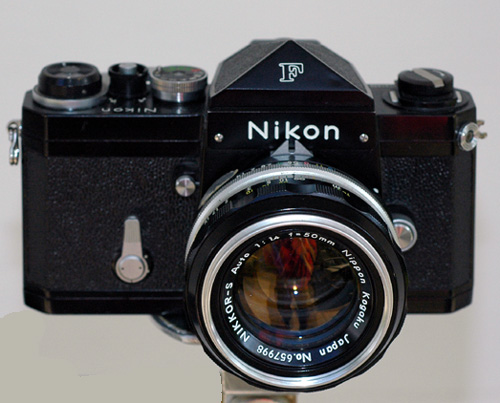
Uma Nikon F com um pentaprisma de topo intercambiavel - o primeiro sistema de câmera do mundo.
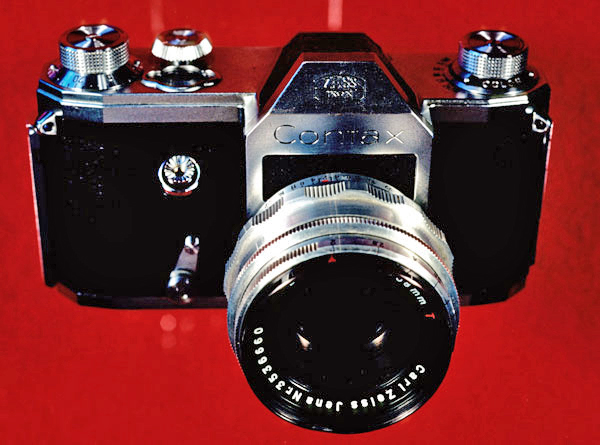
Uma Contax S com um pentaprisma de topo pela primeira vez no mundo em uma câmera reflex monobjetiva.
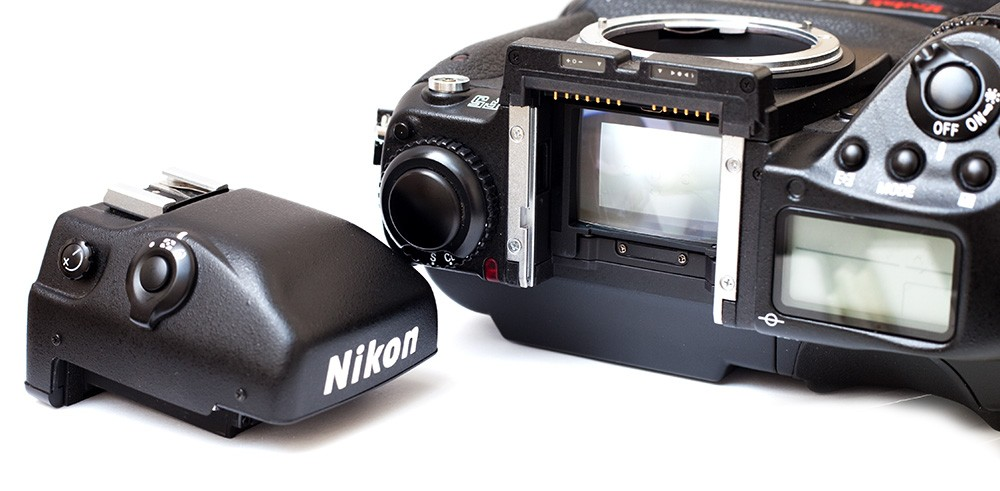
O prisma DP-30 removido, padrão de uma câmera Nikon F5.
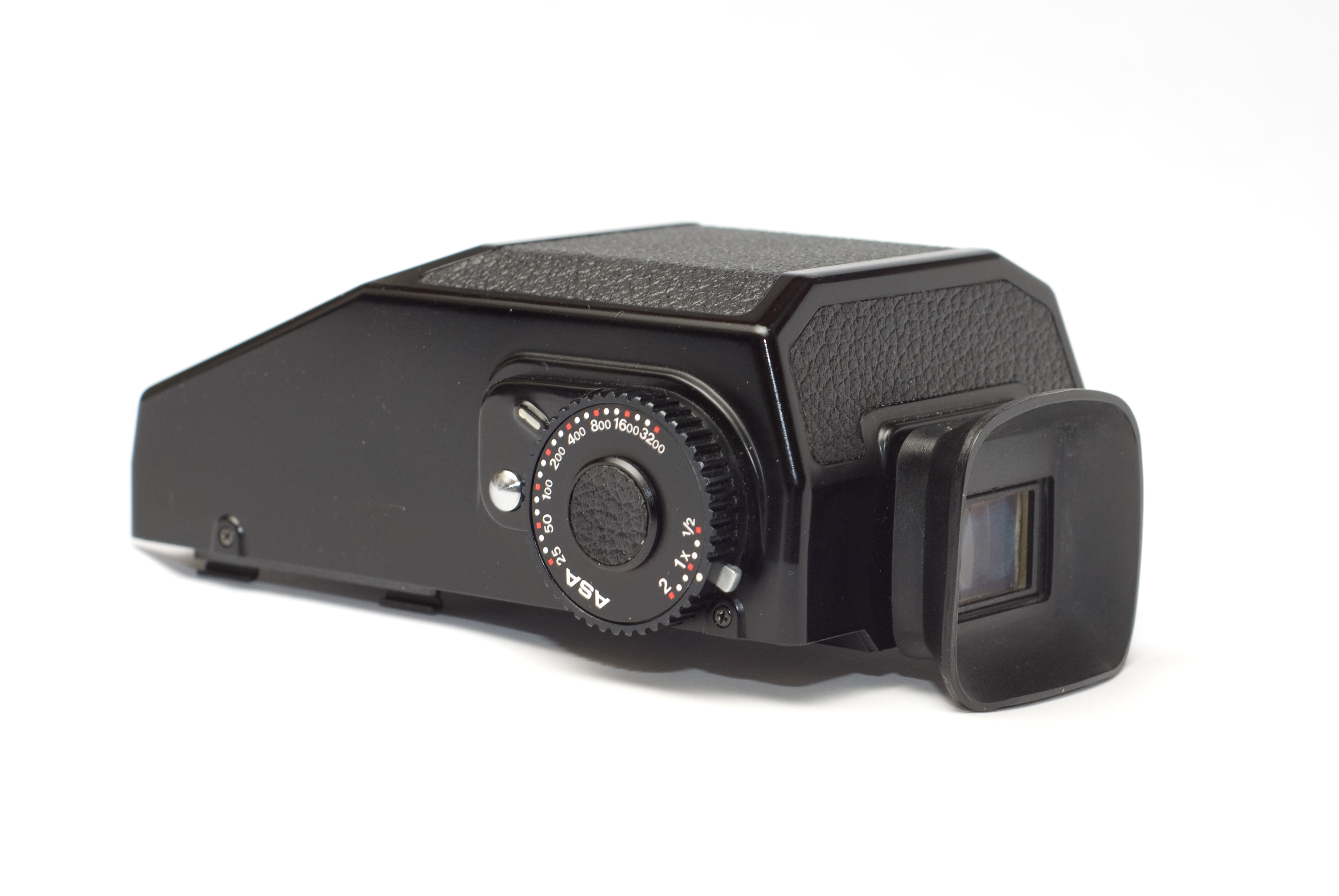
Encaixe de prisma para câmeras Bronica ETR de formato médio.
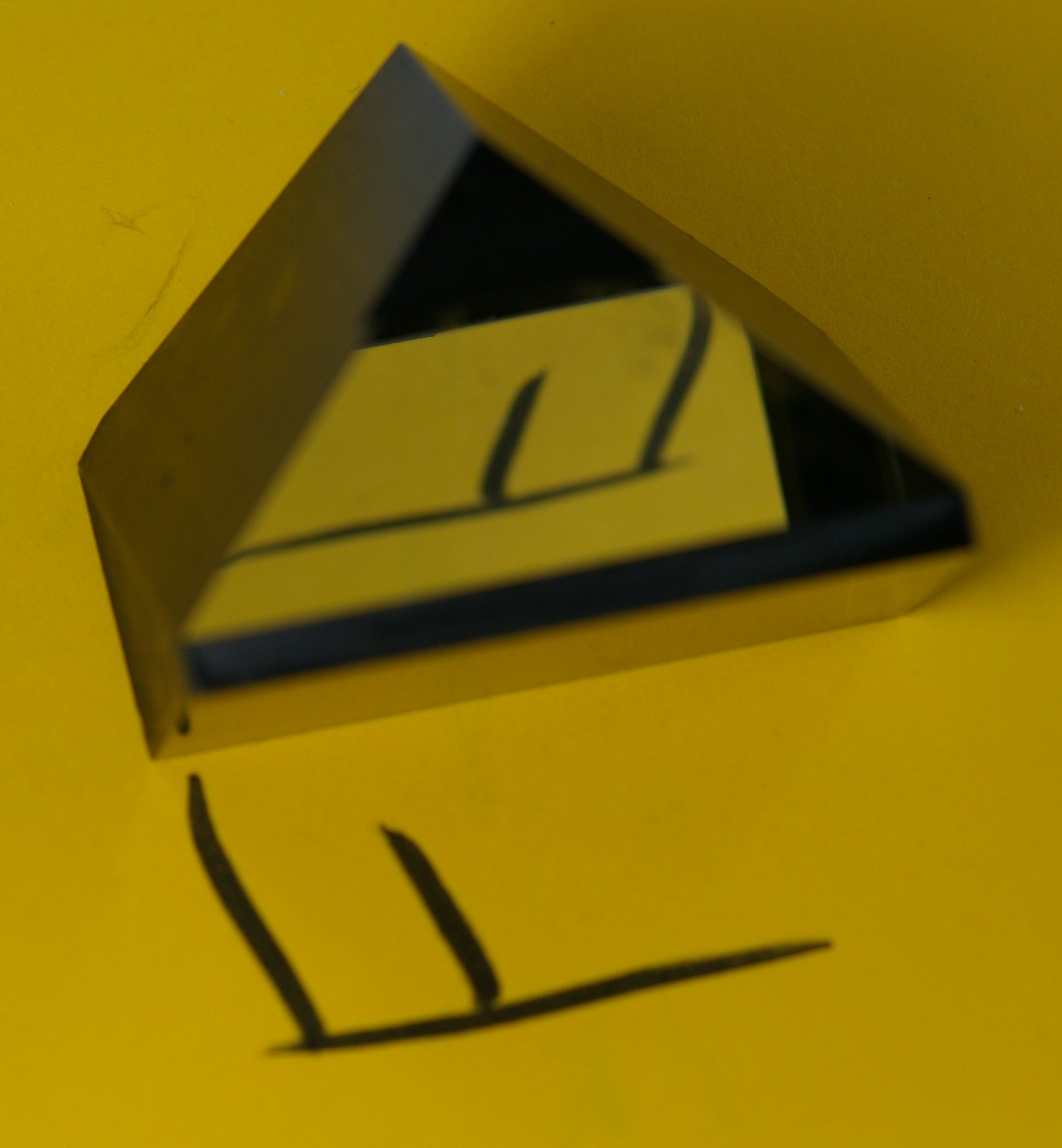
Exemplo de uma imagem vista através de um pentaprisma de topo. Isto é, olhando através do plano ocular.

## Pentaprisma em topografia

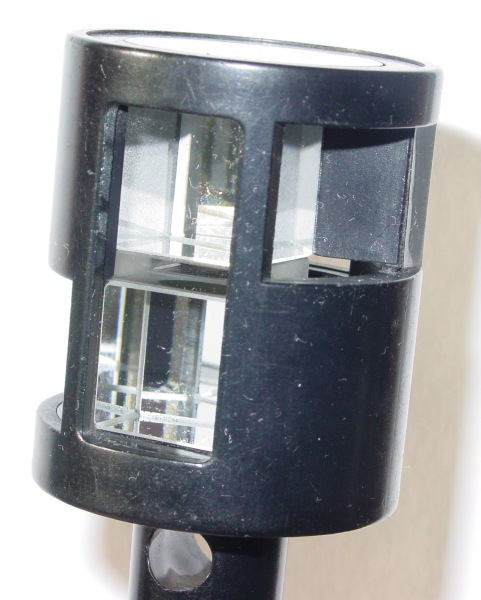
Um pentaprisma duplo usado em topografia.

Em topografia um pentaprisma duplo (dois pentaprismas empilhados) e um fio de prumo são usados para demarcar ângulos retos, em um canteiro de obras, por exemplo.